# Luc Tardif Junior
Pour les articles homonymes, voir Luc Tardif et Tardif.
Luc Tardif Junior (né le 30 novembre 1984 à Rouen) est un joueur de hockey sur glace professionnel. Il est le fils de Luc Tardif, joueur professionnel et premier président de la Fédération française de hockey sur glace.

## Carrière

### Carrière en club
Il commence sa carrière en 2001 au Rouen hockey élite 76 en première division française. Il a également porté les couleurs du HC Mulhouse, des Ours de Villard-de-Lans. En 2007-2008, il signe aux Pingouins de Morzine. En 2009, il revient à Rouen et remporte le titre de champion de France, lors des saisons 2009-2010 et 2010-2011.
Il joue pendant la saison 2011-2012 dans l'ECHL avec les Everblades de la Floride mais avant la fin des séries éliminatoires, il est déjà annoncé comme future recrue des Brûleurs de Loups pour la saison suivante. Après deux saisons entachées de blessures, Tardif met fin à sa carrière professionnelle et signe au Massilia Hockey Club au 4e échelon national. Durant la première année Tardif qui occupe les postes d'entraîneur, de manager général et de joueur permet au club d'atteindre la Division 2. En deux saisons Tardif cumule 99 points avec les Spartiates le hissant à la deuxième place des tops-scoreurs de l'équipe provençale, il s'arrête après cette deuxième saison marseillaise après 13 saisons disputées dans les championnats séniors.

### Carrière internationale
Il représente l'Équipe de France de hockey sur glace lors des compétitions suivantes :
- Championnat du monde junior
  - 2002 - championnat des moins de 18 ans (division II).
  - 2003 et 2004 (division I).
- Championnat du monde
  - 2006 - 2e du championnat, groupe A division I
  - 2007 - 1er du championnat, groupe A division I

### Carrière d'entraîneur
Après deux saisons en tant qu'entraîneur joueur du côté de Marseille avec une montée en Division 2 et un place de vice-champion de France de Division 3, Luc Tardif arrête complètement sa carrière de joueur pour se concentrer sur son rôle d'entraîneur/manager général du club marseillais. Il fait venir plusieurs joueurs confirmés au sein de l'équipe marseillaise sans parvenir toutefois à trouver la clé pour gagner les play-offs. L'équipe est promue en Division 1 à la suite de la rétrogradation d'Épinal. Toujours à la tête des Spartiates, Tardif est rejoint par son frère Jonathan Zwikel dans l'organigramme marseillais. Les Spartiates connaissent des hauts et des bas en D1 avec notamment un titre de champions de France en 2021. Son équipe est une nouvelle fois promue sur tapis vert à l'aube de la saison 2023-2024. Bien qu'en poule de relégation la saison précédente, les Spartiates voient leur dossier pour la Ligue Magnus être validé. Avec une refonte quasiment complète de l'effectif, les Spartiates terminent cette première saison à une belle 5e place. Cela vaut à Luc Tardif Jr de remporter le trophée Camil-Gélinas de meilleur entraîneur du championnat.

## Trophées et honneurs personnels
- 2009-2010 :
  - Coupe de la Ligue avec le RHE 76
  - sélectionné dans l'équipe étoile des joueurs français
  - champion de France avec le RHE 76
- 2010-2011 :
  - Match des champions avec le RHE 76
  - Coupe de France avec le RHE 76
  - champion avec le RHE 76

## Statistiques
| Saison    | Équipe                        | Ligue              |    | Saison régulière | Saison régulière | Saison régulière | Saison régulière | Saison régulière |   | Séries éliminatoires | Séries éliminatoires | Séries éliminatoires | Séries éliminatoires | Séries éliminatoires |
| Saison    | Équipe                        | Ligue              | PJ | B                | A                | Pts              | Pun              | PJ               | B | A                    | Pts                  | Pun                  |                      |                      |
| 2001-2002 | Dragons de Rouen              | Ligue Magnus       | 5  | 0                | 0                | 0                | 0                | -                | - | -                    | -                    | -                    |                      |                      |
| 2001-2002 | Dragons de Rouen U22          | France U22         | 20 | 14               | 14               | 28               | 10               | -                | - | -                    | -                    | -                    |                      |                      |
| 2002-2003 | HPK Hämeenlinna               | I divisioona Jr. A | 9  | 0                | 0                | 0                | 4                | 18               | 2 | 2                    | 4                    | 2                    |                      |                      |
| 2003-2004 | Scorpions de Mulhouse         | Ligue Magnus       | 27 | 2                | 1                | 3                | 8                | 5                | 0 | 0                    | 0                    | 0                    |                      |                      |
| 2004-2005 | Scorpions de Mulhouse         | Ligue Magnus       | 4  | 0                | 0                | 0                | 0                | -                | - | -                    | -                    | -                    |                      |                      |
| 2004-2005 | Ours de Villard-de-Lans       | Ligue Magnus       | 26 | 5                | 6                | 11               | 10               | 6                | 4 | 3                    | 7                    | 2                    |                      |                      |
| 2005-2006 | Ours de Villard-de-Lans       | Ligue Magnus       | 25 | 6                | 10               | 16               | 18               | 3                | 1 | 1                    | 2                    | 4                    |                      |                      |
| 2006-2007 | Ours de Villard-de-Lans       | Ligue Magnus       | 26 | 14               | 7                | 21               | 18               | 6                | 3 | 1                    | 4                    | 12                   |                      |                      |
| 2007-2008 | Pingouins de Morzine-Avoriaz  | Ligue Magnus       | 29 | 9                | 12               | 21               | 24               | 7                | 2 | 1                    | 3                    | 14                   |                      |                      |
| 2008-2009 | Pingouins de Morzine-Avoriaz  | Ligue Magnus       | 26 | 10               | 9                | 19               | 63               | 6                | 4 | 1                    | 5                    | 6                    |                      |                      |
| 2009-2010 | Dragons de Rouen              | Ligue Magnus       | 25 | 14               | 18               | 32               | 24               | 11               | 6 | 5                    | 11                   | 12                   |                      |                      |
| 2009-2010 | Dragons de Rouen              | Coupe de France    | 3  | 3                | 4                | 7                | 0                | 1                | 1 | 0                    | 1                    | 0                    |                      |                      |
| 2009-2010 | Dragons de Rouen              | Coupe de la Ligue  | 10 | 1                | 6                | 7                | 10               | -                | - | -                    | -                    | -                    |                      |                      |
| 2010      | Dragons de Rouen              | MdC                | 1  | 0                | 0                | 0                | 4                | -                | - | -                    | -                    | -                    |                      |                      |
| 2010-2011 | Dragons de Rouen              | Ligue Magnus       | 19 | 7                | 5                | 12               | 47               | 9                | 3 | 2                    | 5                    | 2                    |                      |                      |
| 2010-2011 | Dragons de Rouen              | Coupe continentale | 3  | 0                | 0                | 0                | 10               | -                | - | -                    | -                    | -                    |                      |                      |
| 2010-2011 | Dragons de Rouen              | Coupe de France    | 3  | 2                | 1                | 3                | 4                | -                | - | -                    | -                    | -                    |                      |                      |
| 2010-2011 | Dragons de Rouen              | Coupe de la Ligue  | 5  | 2                | 1                | 3                | 4                | 3                | 1 | 1                    | 2                    | 0                    |                      |                      |
| 2011-2012 | Everblades de la Floride      | ECHL               | 22 | 5                | 3                | 8                | 20               | -                | - | -                    | -                    | -                    |                      |                      |
| 2012-2013 | Brûleurs de loups de Grenoble | Ligue Magnus       | 14 | 5                | 6                | 11               | 26               | -                | - | -                    | -                    | -                    |                      |                      |
| 2013-2014 | Brûleurs de loups de Grenoble | Ligue Magnus       | 20 | 4                | 4                | 8                | 29               | 2                | 1 | 0                    | 1                    | 0                    |                      |                      |
| 2014-2015 | Spartiates de Marseille       | Division 3         | 16 | 28               | 27               | 55               | 4                | 7                | 7 | 5                    | 12                   | 14                   |                      |                      |
| 2015-2016 | Spartiates de Marseille       | Division 2         | 15 | 9                | 15               | 24               | 33               | 4                | 1 | 3                    | 4                    | 4                    |                      |                      |